# Gorczonki
Gorczonki – osada leśna w Polsce, położona w województwie pomorskim, w powiecie kościerskim, w gminie Liniewo.
Do roku 2013 leśniczówka.